# Holcoglossum
Holcoglossum é um género botânico pertencente à família das orquídeas (Orchidaceae).